# Franz Chlum
Franz Chlum (* 16. Oktober 1931 in Brüx, Tschechoslowakei; † 16. Mai 2013 in Ebersdorf) war ein deutscher Dirigent und Komponist.

## Leben
Chlum entstammte einer Musikerfamilie und studierte von 1947 bis 1952 an der Musikhochschule Weimar Violine, Viola und Orchesterdirigat. Im selben Jahr gründete er das Kreiskulturorchester in Saalfeld, das 1954 zum Staatlichen Sinfonieorchester Saalfeld wurde. Als 23-Jähriger erhielt er den Titel Musikdirektor. In den 1950er Jahren gab es den Versuch der Ablösung von Franz Chlum wegen „bestimmter Vorkommnisse“. Er blieb aber und leitete das Orchester bis zu seiner Fusion mit der Landeskapelle Rudolstadt im Jahr 1992 zu den Thüringer Symphonikern Saalfeld-Rudolstadt und entwickelte zahlreiche Konzertformate für die Stadt Saalfeld und ihren Landkreis. Zusätzlich komponierte Chlum Märsche und Werke für Orchester. Er wurde auch zum Generalmusikdirektor ernannt.

## Ehrungen
- Kunstpreis des Bezirkes Gera[3]
- 1996 wurde er mit der Saalfelder Stadtmedaille geehrt.[4]
- 2015 wurde in Saalfeld die Franz-Chlum-Straße nach ihm benannt.[5]

## Werke (Auswahl)
- Brüxer Marsch[6]
- Seht unser Land! Musikalisch-literarisches Poem für Orchester, Chor und Sprecher von Albert Seidel (Text) und Franz Chlum (Komposition) zum 20. Jahrestag der SED.[3]
- Das Pumpspeicherwerk, Kantate von Albert Seidel (Text) und Franz Chlum (Komposition)[7]
- Bilder einer Stadt, sinfonische Suite (1980).[8]